# Modal Euro-Ten du Pays de Charleroi 2012
Il Modal Euro-Ten du Pays de Charleroi 2012 è stato un torneo di tennis facente parte della categoria ITF Women's Circuit nell'ambito dell'ITF Women's Circuit 2012. Il torneo si è giocato a Charleroi in Belgio dal 20 al 26 agosto 2012 su campi in terra rossa e aveva un montepremi di $25,000.

## Vincitori

### Singolare
Anna-Lena Friedsam ha battuto in finale  Angelique van der Meet con il punteggio di 6–4, 7–6(5).

### Doppio
Séverine Beltrame /  Laura Thorpe hanno battuto in finale  Ilona Kramen' /  Diāna Marcinkēviča con il punteggio di 3–6, 6–4, [10–7].